# Basil Hall Chamberlain

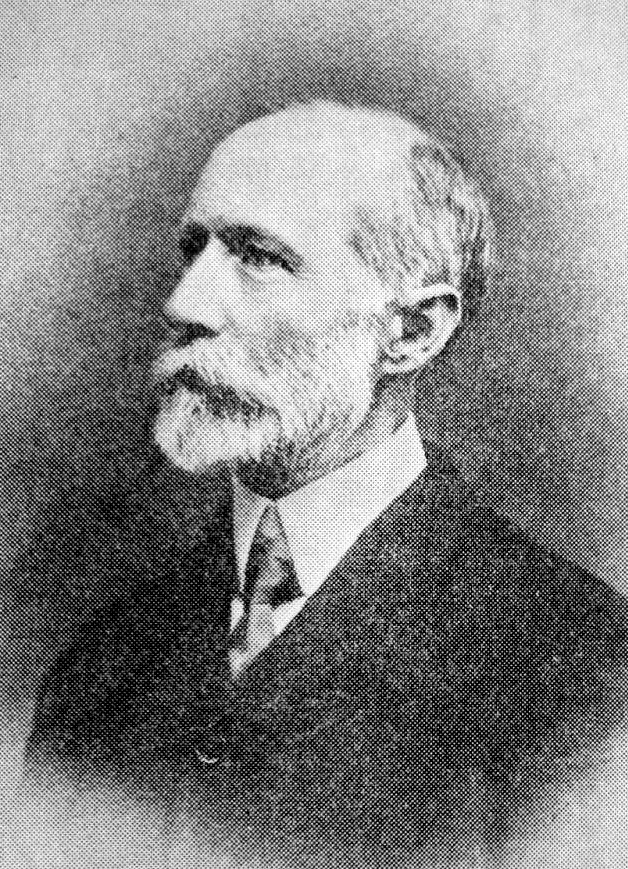
Basil Hall Chamberlain.

Basil Hall Chamberlain, född 18 oktober 1850, död 15 februari 1935, var en brittisk japanolog. Han var brorson till Neville Bowles Chamberlain och bror till Houston Stewart Chamberlain.
Chamberlain, som i slutet av 1800-talet var professor i japanska och språkforskning vid universitetet i Tokyo, studerade ainofolkets tidigare utbredning i Japan med ledning av ortnamnen, skrev om Liu-kiu-öarnas språk med mera till en översättning av Japans viktigaste forntidsurkund Kojiki, utgav flera goda handböcker i japanskt språk och skrift samt två allmänna referensverk, som upplevde många upplagor, Things Japanese (1890) och A handbook for travallers in Japan (1907, med W.B. Mason). Det sistnämnda är en för sin tid utomordentligt rikhaltig encyklopedi över land och folk.